# てんあく
『てんあく ANGEL and DEVIL』（てんあく エンジェル・アンド・デビル）は、Studio e.go!から2002年10月25日に発売されたアダルトゲーム。2003年3月28日にはDVD-ROM版が、2008年5月15日にはダウンロード版がそれぞれ発売された。　

## 概要
時々現れる選択肢を選びながら進む分岐点選択型アドベンチャーゲーム。隔離された世界での、エロエロな10日間のドタバタコメディーを描いた作品。Studio e.go!の5周年記念作品であったためか、初回の販売価格が3,800円（税別）とアダルトゲームとしては非常に安かったのも特徴。後に発売された通常版では、販売価格が上昇したが『メンアットワーク!3』及び『てんあく』のサウンドトラック、描き下ろしテレカを同梱が同胞されている。

## ストーリー
主人公である少年、沖田昇一は盗みや喧嘩等の小悪事を繰り返していた。前日の晩に繁華街で喧嘩で警察に捕まり、留置場で一夜を明かした帰り、彼が交差点を渡ろうとした時、信号無視で突っ切ろうとする車が突っ込んできた。前を歩いていた女の子が撥ねられそうになるのを見て咄嗟に飛び出し、その子の背中を押し突き飛ばした記憶を最後に、彼の意識は途切れる。
気が付くと、昇一は奇妙な場所にいた。戸惑う彼の前に死神が現れ、彼は車に撥ねられ、現在意識不明の状態にあることと今いる場所は冥府（霊界）で、過去の行いから現在彼が蘇生させるか死亡させるかを審議中であり、その審議の判断材料となることを含めて、その結果が出るまでの10日間、昇一はこの校舎内で待機状態となる事を告げられる。
今は霊体のみの状態で非常に脆いため、その護衛をかねて彼の世話に、天使の卵ミリィと、悪魔見習いのメルティの2人がつき、また、その二人の監視として死神の千薙（ちなぎ）も同居することとなった。こうして、彼の生死判定が出るまで10日間のドタバタな共同生活が始まった。

## 登場人物
沖田 昇一（おきた しょういち）
声 - 氷室省吾
主人公。交通事故に遭い、現在、その肉体は生死の狭間を彷徨っている。盗みと喧嘩が得意な小悪党で、今までの悪行から本来なら地獄行きだったが、女の子を庇って事故に遭うという善行から地獄に行くか現世に蘇生されるか審議中の身となっている。10日後に決定が下るまで、霊界の隔離された校舎内で世話役の天使・悪魔と共に過ごすことになる。
ミリィ
声 - 神崎ちひろ
天に召される可能性を想定し昇一を迎えに来た天使の卵。回復法術が使えないため、正天使に昇格出来ていない。剥き出しの魂を霊界の脅威から守る『神力』を与える為、主人公とHする。真面目で明るく健気で基本的に受け身なため、悪人の主人公に対して最初は臆病に接するものの次第に打ち解けてゆく。メルティに挑発されるとムキになるため、周りからは一人では無害だがメルティと組み合わせると災厄となるとの評価になっている。
メルティ
声 - カンザキカナリ
昇一を地獄（魔界）に連れて行こうとする悪魔見習いで、彼のことを「昇一ちゃん」と呼ぶ。攻撃に使える『魔力』譲渡の為に彼とHし、あわよくば『魂の契約』を交わそうと目論んでいる。Hの知識は豊富だが経験はない。活動的で強気で短気で、悪魔なので当然悪知恵は回るのだが、お人好しなのとすぐに顔に出てしまうため、企んでいることがよく失敗に終わる。その為、見習から脱却出来ていない。
千薙（ちなぎ）
声 - 宇佐美桃香
主人公の生死判定が下るまで彼の世話をする事になった死神候補生。沈着冷静で中立を守るため基本的に必要以上の事は喋らない。いつも漆黒の法衣に身を包み仮面を着用している。
沖田 翔子（おきた しょうこ）
声 - 宇佐美桃香
轢き逃げによって死亡した義妹、のり巻き団子と緑茶が好物。昇一の前科は、翔子を轢き逃げした犯人を殴った傷害罪によるもの。

## スタッフ
- 原画 - 山本和枝

## 主題歌
黒白の天風〜PARADOX （こくびゃくのてんぷう）
作詞 - CANDY / 作曲 - ぴょんも / 歌 - CANDY